# Ostróda
Ostróda [ɔˈstruda], deutsch Osterode i. Ostpr., ist eine Stadt in der polnischen Woiwodschaft Ermland-Masuren mit etwa 33.000 Einwohnern.

## Geographische Lage

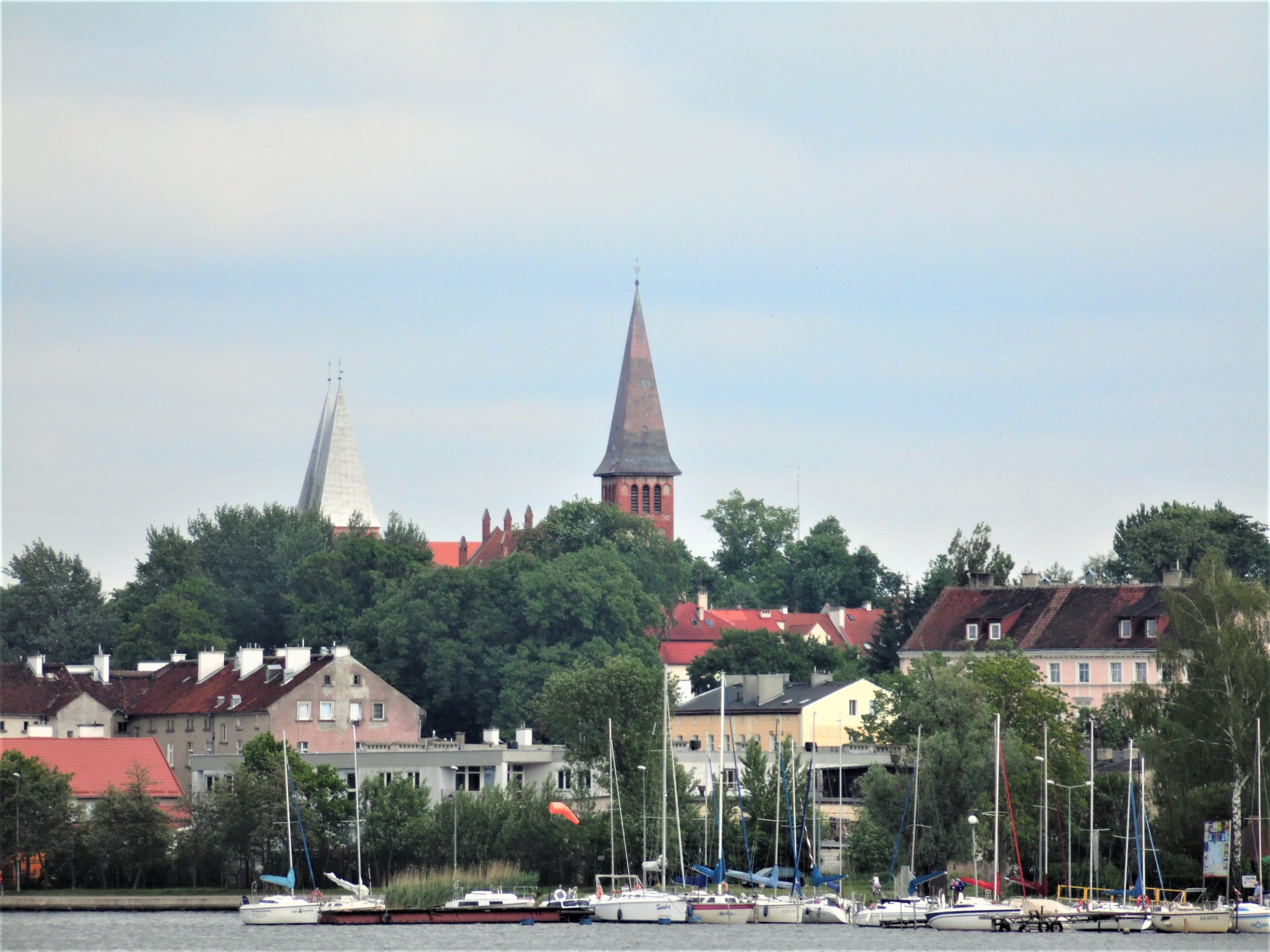
Blick vom Drewenzsee auf die Stadt

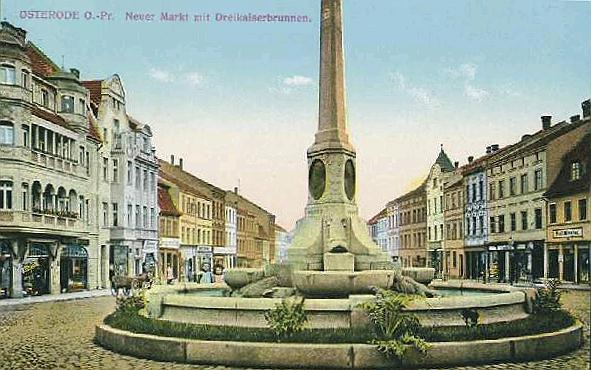
Osterode um 1890

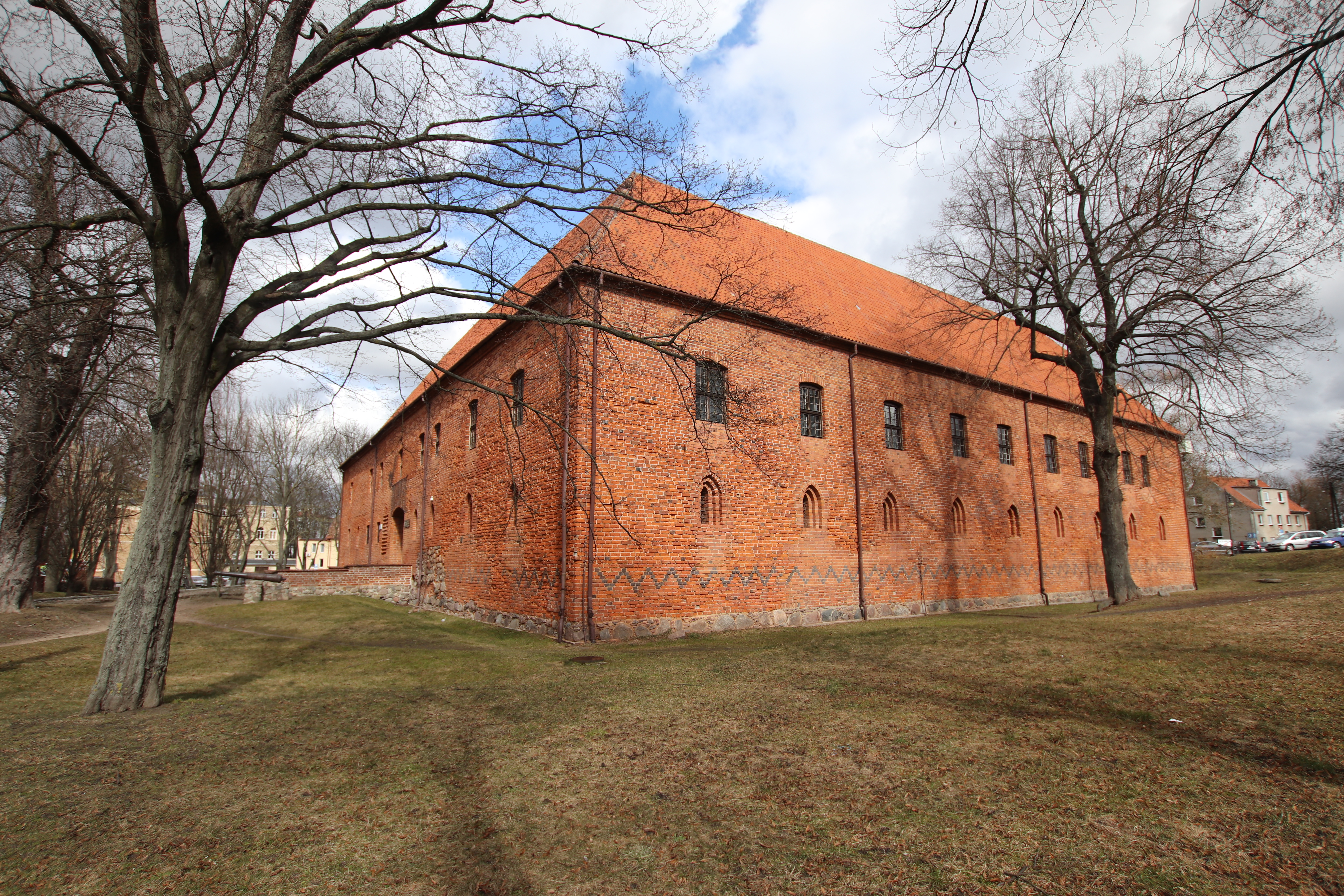
Ordensburg Osterode

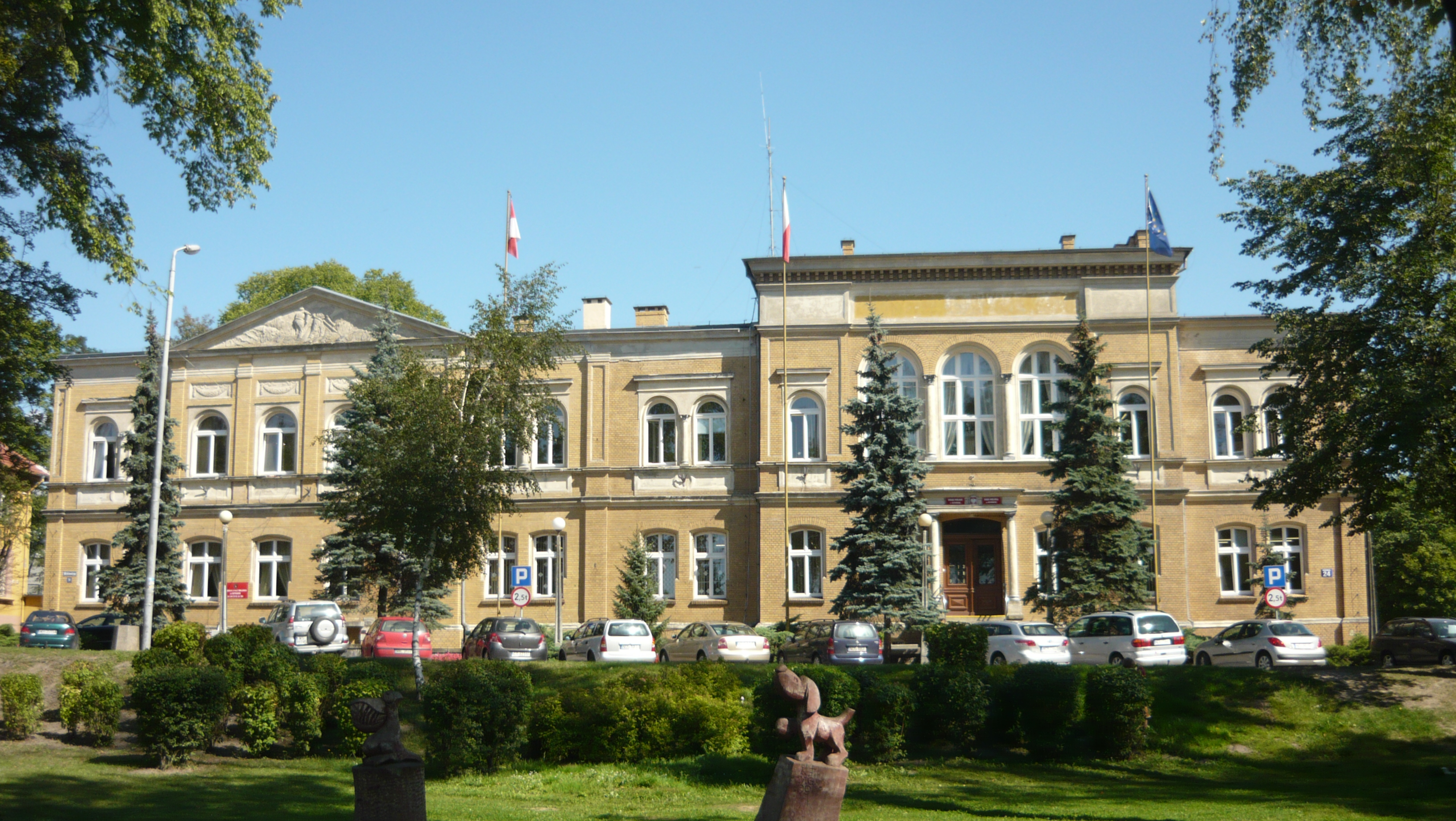
Neues Rathaus

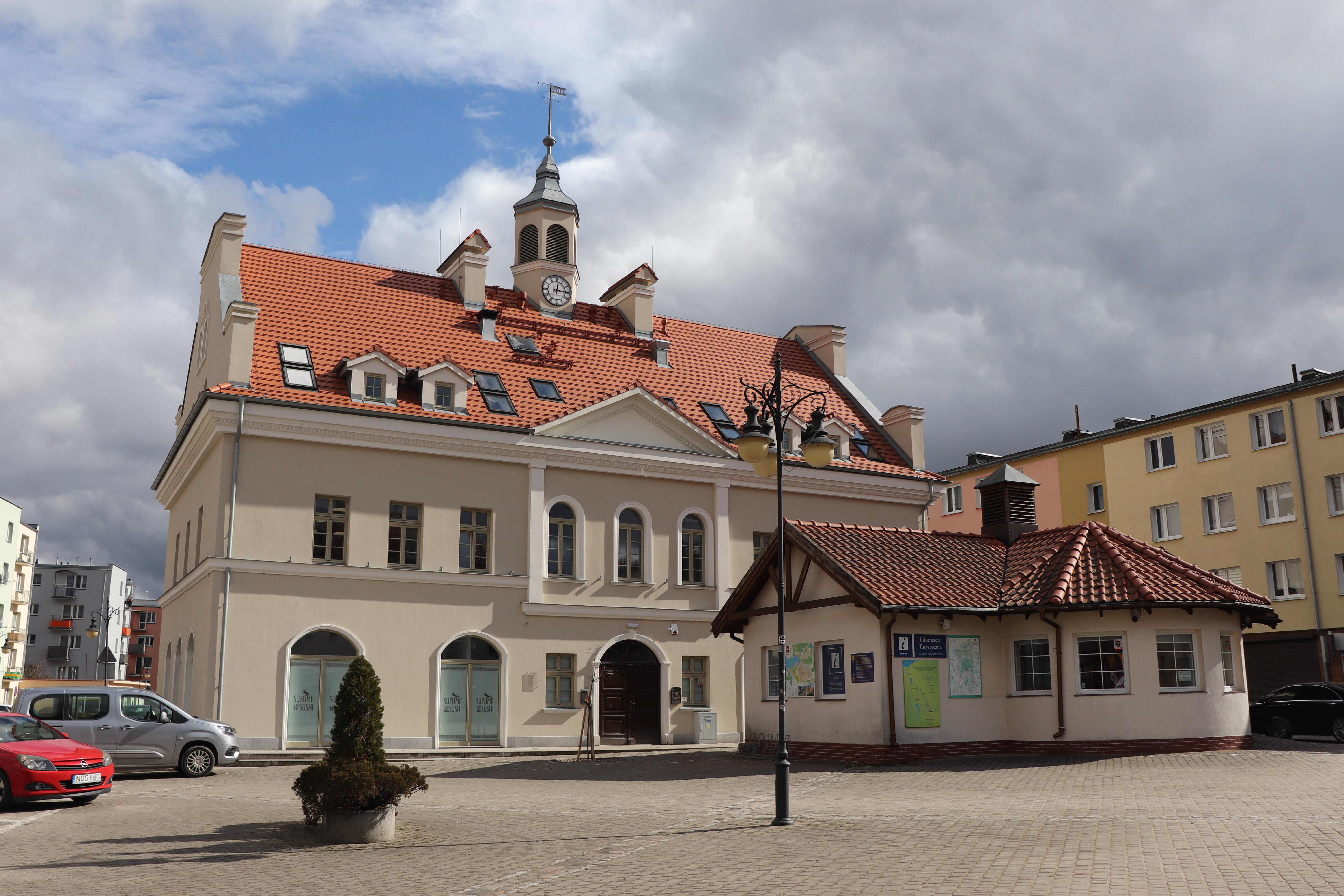
Altes Rathaus von Ostróda

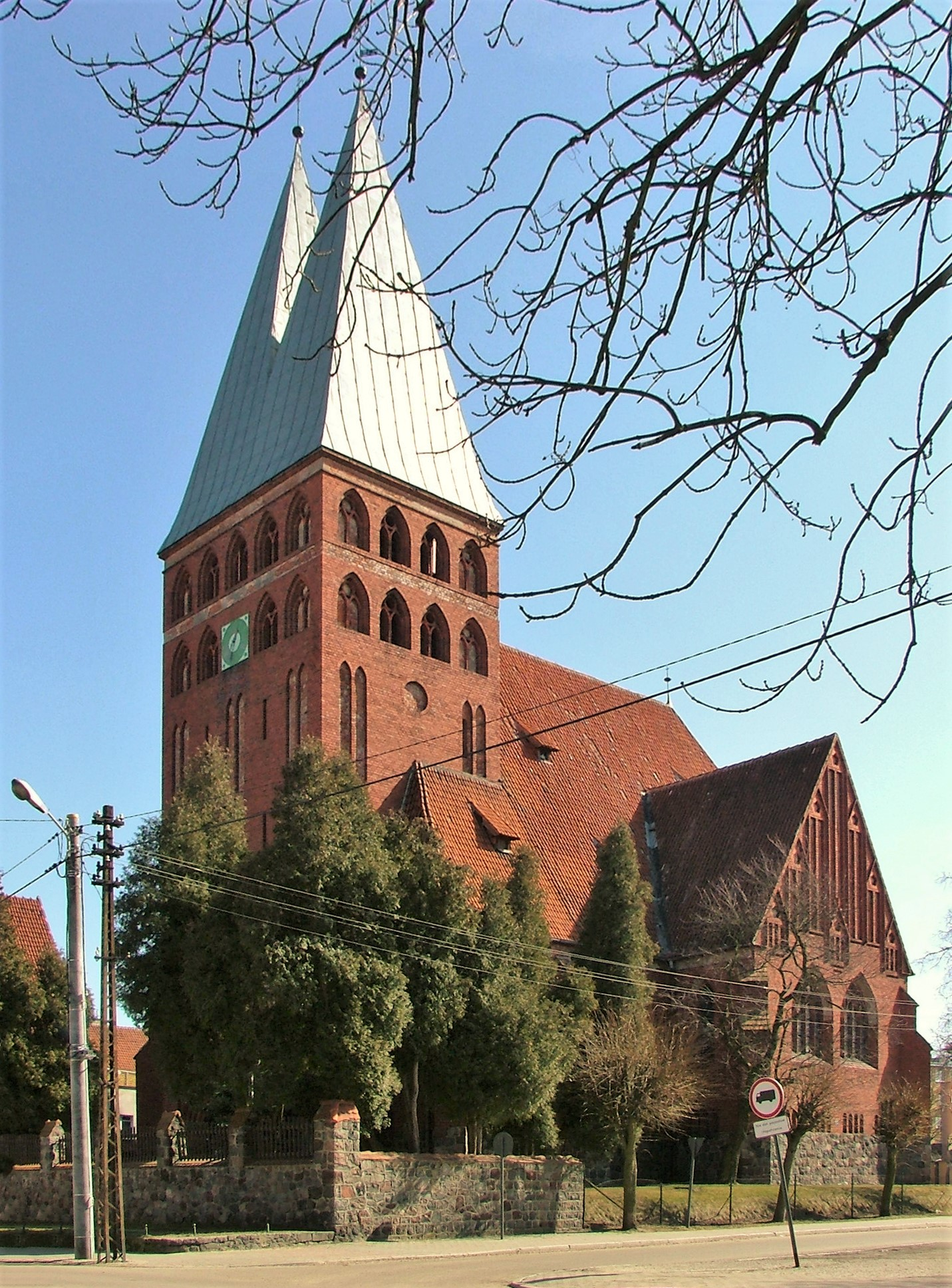
Evangelische Stadtkirche

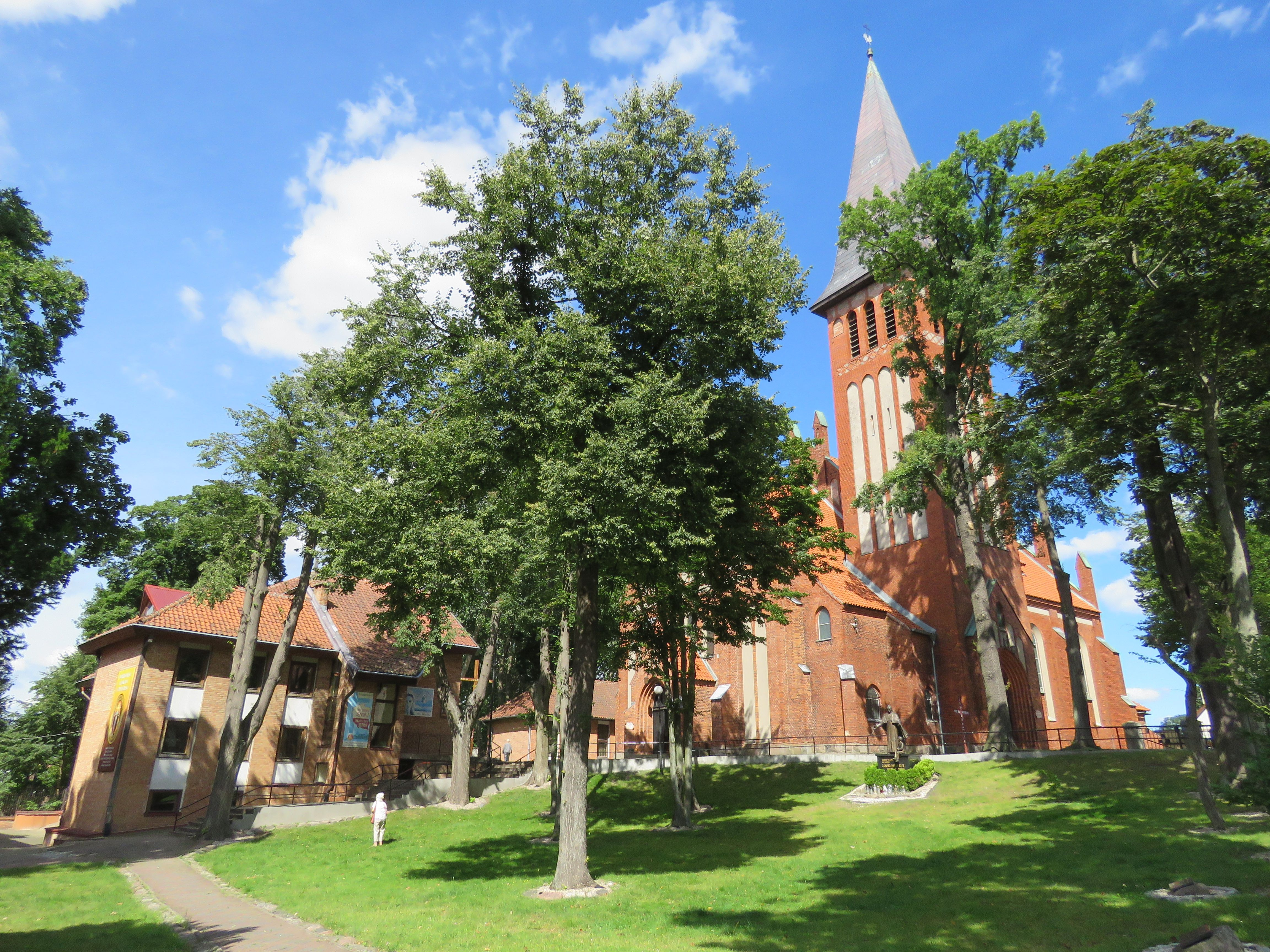
Kirche der Unbefleckten Empfängnis in Ostróda

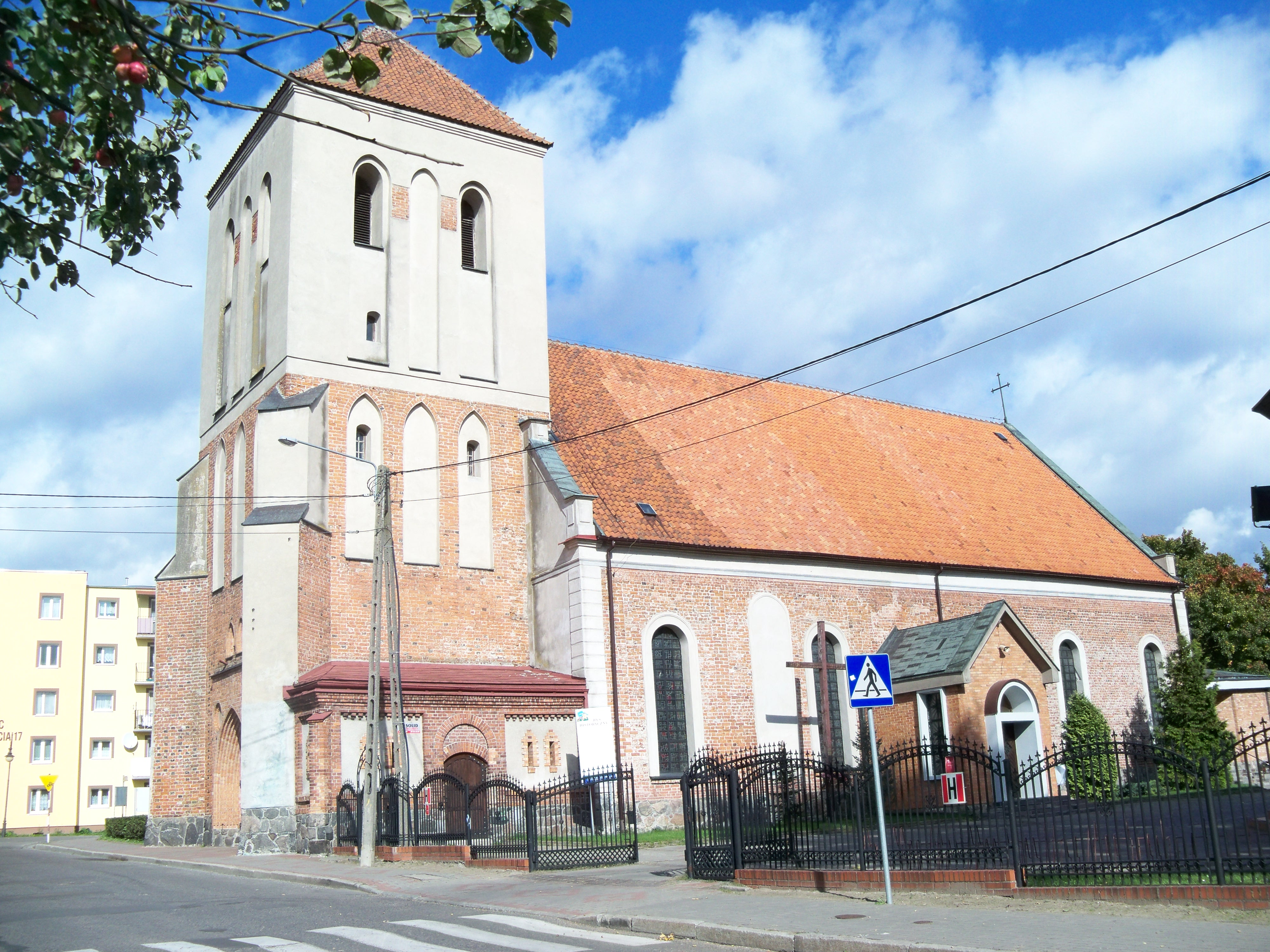
Dominikuskirche

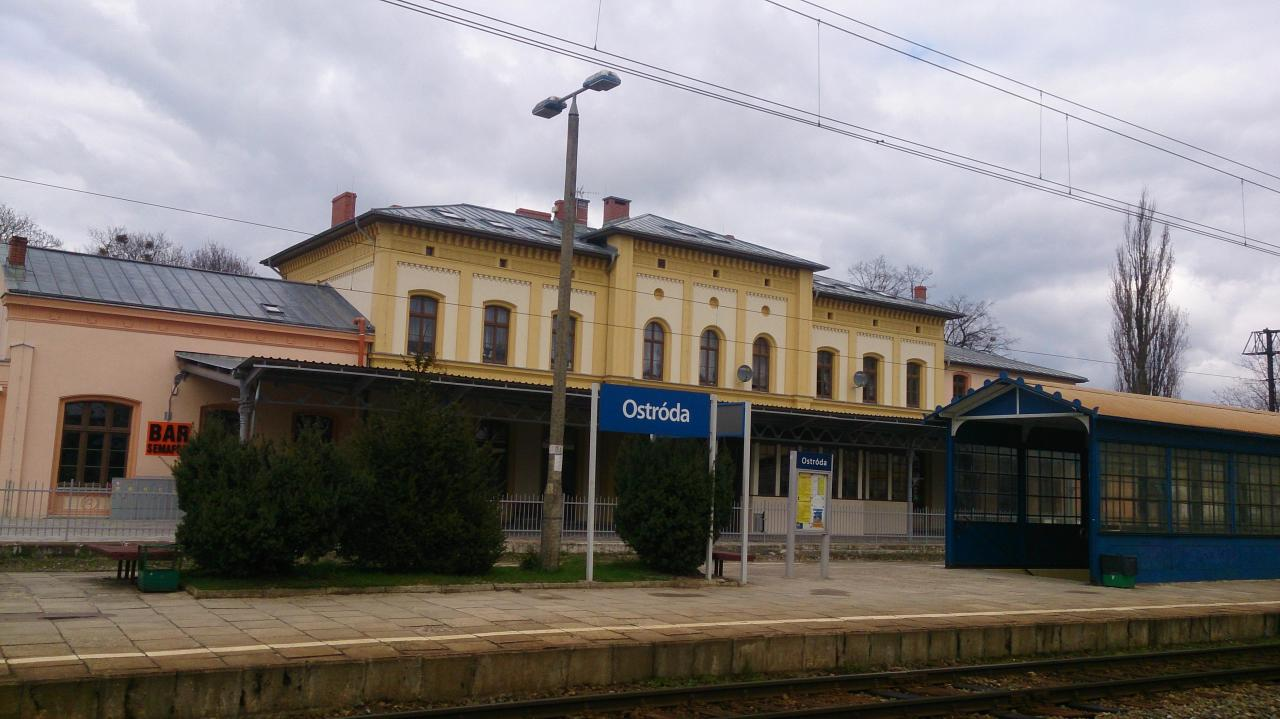
Bahnhof Ostróda

Die Stadt liegt im früheren Ostpreußen am Ostrand der Eylauer Seenplatte (poln. Pojezierze Iławskie), etwa 35 km westsüdwestlich von Olsztyn (Allenstein) und 60 km südsüdöstlich von Elbląg (Elbing). Durch die Stadt fließt die Drewenz (Drwęca), die sich westlich der Stadt zum Drawenzsee (Jezioro Drwęckie) ausweitet.

## Geschichte
Im Schutze einer Ende des 13. Jahrhunderts ausgebauten Burg des Deutschen Ordens errichteten mitteldeutsche Einwanderer (daher die Namensgleichheit zu Osterode/Harz) eine Siedlung, welcher der Christburger Ordenskomtur 1329 als Osterode das Kulmer Stadtrecht mittels einer Handfeste verlieh. Diese Urkunde ging mehrmals verloren und wurde 1335 und 1348 erneuert. 1349 begann der Orden, seine Burg Osterode in eine steinerne Festung umzubauen. 1381 überfiel der litauische Fürst Kinstut die Stadt und zerstörte sie mitsamt Burg. Die gerade wieder aufgebaute Stadt fiel 1400 einem Großbrand erneut zum Opfer. In der Schlacht bei Tannenberg nahm der Ritter Klaus von Döhringen 1410 die Burg ein, plünderte sie und lieferte sie mitsamt der Leiche des Hochmeisters Ulrich von Jungingen dem polnischen König Jogaila aus. Einige Monate später konnte der Orden die Burg und die Stadt zurückerobern. Im Städtekrieg war sie ein Zankapfel zwischen den Söldnerführer Kinsberg und von Schlieben, die sie abwechselnd eroberten. Im Reiterkrieg um 1520 versuchten die Polen vergeblich den Ort zu erobern.
Nachdem im Ergebnis der Reformation der Deutsche Orden in das weltliche Herzogtum Preußen umgewandelt worden war, wurde 1525 der letzte Ordenskomtur Graf Quirin Schlick erster Amtshauptmann in Osterode. 1592 wurde die Osteroder Stadtschule eröffnet. Während des Dreißigjährigen Krieges besetzten schwedische Truppen von 1628 bis 1629 die Stadt, Schwedenkönig Gustav Adolf hielt sich dort auf. In den Jahren von 1633 bis 1643 war Osterode an den Herzog Johann Christian von Liegnitz-Brieg und von 1643 bis 1672 an die Grafen von Pfalz-Simmern verpfändet. Im Schwedisch-Polnischen Krieg hatte die Stadt zwischen 1654 und 1660 unter dem Durchzug der kämpfenden Parteien zu leiden. An den Pestepidemien der Jahre 1708 und 1711 starben in Osterode 51 Einwohner. 1737 nahm eine Salzfaktorei ihren Betrieb auf. Russische Truppen unter ihrem Generalmajor Treiden quartierten sich im Siebenjährigen Krieg zwischen 1758 und 1763 mehrfach ein. Durch einen Großbrand wurde Osterode 1788 zu großen Teilen vernichtet. Als Zeichen der Wiederbelebung der Stadt ist die Eröffnung einer Tabakfabrik im Jahre 1800 zu werten. Auch die Napoleonischen Kriege hinterließen in Osterode historische Spuren. Im Jahre 1807 hielten sich zunächst der Preußische König Friedrich Wilhelm III. und seine Gemahlin, Königin Luise, auf ihrer Flucht nach Königsberg in der Stadt auf, danach nahm Napoleon bei seinem Marsch auf Russland Quartier in der Burg.
Da durch die napoleonische Besetzung in Preußen die Verwaltungsstrukturen erheblich verändert worden waren, sah sich die Regierung nach Kriegsende gezwungen, die Verwaltungsstrukturen in ihrem Sinne neu zu ordnen. Im Zuge der Kreisreform von 1815 wurde der Kreis Osterode geschaffen, die Stadt wurde Sitz der Kreisverwaltung. Als Gerichte bestanden in der Stadt das Stadtgericht Osterode und das Justizamt Osterode. 1827 wurden diese zum Land- und Stadtgericht Osterode zusammengefasst. 1849 wurden auch die bestehenden Patrimonialgerichte aufgehoben und ein Kreisgericht Osterode geschaffen. 1879 wurden reichsweit Amtsgerichte, hier also das Amtsgericht Osterode i. Ostpr. gebildet. 1927 kam noch das Arbeitsgericht Osterode hinzu. Unter polnischer Verwaltung entstand das Sąd Rejonowy w Ostrołęce.
1831 starben 170 Einwohner an einer Choleraepidemie. Der Anschluss an das moderne Verkehrswegenetz wurde 1845 mit der Eröffnung der Chaussee nach Pillauken hergestellt, gefolgt 1857 von der Chaussee nach Hohenstein. Ab 1873 bestanden dann Eisenbahnverbindungen nach Deutsch Eylau und nach Allenstein. Von großer Bedeutung für die Wirtschaft der Stadt war der 1860 fertiggestellte Oberlandkanal, der seinen Ausgangspunkt in Osterode hatte und bis nach Elbing führte. Mit seinen anstelle von Schleusen eingerichteten sogenannten geneigten Ebenen ist er noch heute eine technische Besonderheit und Touristenattraktion. In der Folge der neuen Verkehrswege kam es 1863 zur Gründung einer Maschinenbaufabrik und 1895 zur Eröffnung einer Eisenbahnwerkstatt. Mit Lyceum, Gymnasium und kaufmännischer Fachschule wurde Osterode auch zu einem bedeutenden regionalen Bildungszentrum. 1902 wurde ein Bismarckturm im Stadtpark durch Stadtbaumeister Gruhl errichtet. Es war der erste seiner Art in Ostpreußen.
1912 nahm der Flugplatz Osterode seinen Betrieb auf. Während der Schlacht bei Tannenberg im Ersten Weltkrieg hatte Hindenburg 1914 sein Hauptquartier in einer Osteroder Schule. Auf Veranlassung des Versailler Vertrages musste unter anderem im Abstimmungsgebiet Allenstein, zu dem auch Osterode gehörte, eine Volksabstimmung über die Zugehörigkeit zu Deutschland oder Polen durchgeführt werden. In Osterode stimmten 8620 Einwohner für den Verbleib in Deutschland, auf Polen entfiel keine Stimme (nach anderen Angaben 8663 gegen 17). 1921 errichtete das Ostpreußenwerk, das für die Stromversorgung in der Provinz zuständig war, ein Elektrizitätswerk in Osterode.
Am Ende des Zweiten Weltkrieges wurde Osterode am 21. Januar 1945 von der 2. Weißrussischen Front der Roten Armee kampflos eingenommen. Trotzdem wurde die Stadt durch Brandlegung der sowjetischen Soldaten zu 70 Prozent zerstört. Ein Großteil der Einwohner hatte sich vorher auf die Flucht begeben. Nicht geflohen waren etwa 2000 Bürger, viele Geflohene kehrten zurück. Nach Kriegsende überließ die Sowjetunion Osterode zusammen mit der südlichen Hälfte Ostpreußens verwaltungsrechtlich der Volksrepublik Polen, eine Maßnahme, die auch nach dem Potsdamer Abkommen beibehalten wurde. Es begann nun die Zuwanderung von Migranten, die anfangs vorwiegend aus von der Sowjetunion beanspruchten Gebieten östlich der Curzon-Linie kamen, der sogenannten Kresy. Der polnische Ortsname Ostróda wurde amtlich eingeführt. In der darauf folgenden Zeit wurde die einheimische deutsche Bevölkerung vertrieben und durch Polen ersetzt.
Nach der politischen Wende 1990 entstand auf dem Sportgelände am Bismarckturm ein modernes Fußballstadion mit zwei Spielfeldern mit überdachten Tribünen und 5000 Sitzplätzen. Weiterhin Tennisplätze, eine ganzjährig geöffnete Kunsteisbahn, eine Kletterwand und eine Skateboard-Halfpipe. Innerhalb des neuen Sportgeländes wurde der Gedenkstein, der an die Abstimmung vom 11. Juli 1920 erinnern soll, sowie die Gedenksäule für die im Ersten Weltkrieg gefallenen Sportler von Osterode, aufgestellt. Im Drewenzsee installierte die Stadt eine Wasserski- und Wakeboardanlage, eine Kanubahn sowie ein neues Stadtbad. 2014 wurde die 16. Wakeboard-Europameisterschaft hier ausgetragen. In Stare Jabłonki (Alt Jablonken) (Landgemeinde Ostróda) fand 2013 die Beachvolleyball-Weltmeisterschaft statt.
Am Neuen Markt wurde 2004 der alte Obelisk des Drei-Kaiser-Brunnens wieder an seinen alten Platz aufgestellt und der Brunnen dabei in Europa-Brunnen umgetauft wurde (statt der Bilder von Kaiser Wilhelm I., Kaiser Friedrich III. und Kaiser Wilhelm II. sind nun die Wappen von Ostróda, Osterode/Harz und die Sterne der Europafahne zu sehen).

### Demographie
| Jahr | Einwohner | Anmerkungen |
| ---- | --------- | --- |
| 1780 | ≈ 1500    | [ 7 ] |
| 1802 | 01752     | [ 8 ] |
| 1810 | 01582     | [ 8 ] |
| 1816 | 01997     | davon 1845 Evangelische, 113 Katholiken und 39 Juden (drei Schullehrer oder -lehrerinnen)                                 |
| 1818 | 01896     | Stadt und Schloss |
| 1821 | 02156     | in 215 Privatwohnhäusern                                                                                                  |
| 1831 | 02217     | [ 10 ] |
| 1837 | 02383     | [ 11 ] |
| 1852 | 03365     | davon 3260 in der Stadt und 105 Einwohner in der Amtsfreiheit                                                             |
| 1867 | 04277     | am 3. Dezember |
| 1871 | 04571     | am 1. Dezember, davon 3892 Evangelische, 474 Katholiken, eine sonstige christliche Person und 204 Juden                   |
| 1875 | 05746     | [ 14 ] |
| 1880 | 06468     | [ 14 ] |
| 1890 | 09410     | darunter 7693 Evangelische, 1502 Katholiken und 201 Juden (500 Polen)                                                     |
| 1905 | 13.957    | mit der Garnison (ein Infanterieregiment Nr. 18 und ein Infanteriebataillon Nr. 152), davon 1974 Katholiken und 191 Juden |
| 1910 | 14.364    | am 1. Dezember, davon 11.842 Evangelische, 2260 Katholiken und 176 Juden (2290 Militärpersonen),                          |
| 1925 | 16.482    | darunter 14.399 Evangelische, 1893 Katholiken, zehn sonstige Christen und 154 Juden                                       |
| 1933 | 17.977    | darunter 15.712 Evangelische, 2036 Katholiken, vier sonstige Christen und 123 Juden                                       |
| 1939 | 17.795    | darunter 15.108 Evangelische, 2003 Katholiken, 262 sonstige Christen und keine Juden                                      |

## Sehenswürdigkeiten
- Ordensburg Osterode, erbaut von 1349 bis 1370
- Das alte Rathaus von 1791 wurde 2017 im Zustand von 1927 nach einem Umbau mit schlichterem Fassadenschmuck rekonstruiert[18][19].
- Kirche der Unbefleckten Empfängnis der Heiligen Jungfrau Maria, erbaut von 1856 bis 1857 im neugotischen Stil nach Entwurf des Architekten Vincenz Statz aus Köln, von 1910 bis 1913 erweitert und um den Turm ergänzt durch den Architekten Friedrich Heitmann
- Dominikuskirche, erbaut im frühen 14. Jahrhundert im gotischen Stil
- Die evangelische Kirche von Ostróda wurde von 1907 bis 1909 nach Entwurf des Architekten Oskar Hossfeld im neugotischen Stil erbaut.

## Wirtschaft und Infrastruktur

### Verkehr
- Über die Straßen S7, DK 15 und DK 16 bestehen Straßenverbindungen von Ostróda nach Elbląg, Olsztyn und Grudziądz bestehen.
- Der Bahnhof Ostróda liegt an der Bahnstrecke Toruń–Tschernjachowsk. Westlich vom Bahnhof betreibt GATX eine Güterwagenwerkstatt.
- Ostróda ist Ausgangspunkt des Oberländischen Kanals (polnisch Kanał Elbląski), der die Stadt mit der Ostsee verbindet.

## Persönlichkeiten

### Söhne und Töchter der Stadt
- Christian Jakob Kraus (1753–1807), Philosoph und Ökonom
- Jakob Friedrich Hoffmann (1758–1830), Arzt, Apotheker und Botaniker
- Wilhelm von Woyna (1784–1865), Generalmajor
- Julius Erler (1846–nach 1931), Jurist, Reichsgerichtsrat
- Paul Dahlke (1865–1928), Arzt und ein Wegbereiter des Buddhismus in Deutschland
- Konrad Biesalski (1868–1930), Orthopäde, Direktor des Berliner Oskar-Helene-Heims
- Hans Manteuffel (1879–1963), Architekt
- Bruno Poelke (1883–1975), Luftfahrtpionier
- Otto Neumann (1884–1969), Jurist, Militärrichter
- Adalbert Quasbarth (1888–1971), Major der Sicherheitspolizei
- Willy Appelhans (1889–?), Radrennfahrer und US-amerikanischer Fahrradhersteller
- Friedrich-Wilhelm Neumann (1889–1975), Offizier, Generalleutnant
- Georg Fritsch (1890–1955), Architekt und Baubeamter
- Johannes Bernhardt (1897–1980), Generalvertreter von Mannesmann in Spanisch-Marokko
- Werner Kirsch (1901–1975), Tierzuchtwissenschaftler an der Universität Hohenheim
- Helmut Papajewski (1903–1987), deutscher Anglist
- Hans Hellmut Kirst (1914–1989), Schriftsteller (Autor von 08/15) u. a. Schüler des Kaiser-Wilhelm-Gymnasiums in Osterode
- Siegfried Melinski (1915–1973), Politiker (GB/BHE)
- Günther-Joachim Rothe (1915–2003), Brigadegeneral des Heeres der Bundeswehr
- Erich Gladtke (1925–2001), Pädiater und Hochschullehrer
- Günther Drosdowski (1926–2000), Germanist
- Günter Rosenfeld (1926–2015), Historiker und Professor für Geschichtswissenschaft an der Humboldt-Universität zu Berlin
- Ilse Harms-Lipski (1927–2017), Malerin und Illustratorin
- Helmut Faust (1928–2008), Pädagoge und Hochschullehrer
- Hubertus Müller-Groeling (1929–2019), deutscher Wirtschaftswissenschaftler
- Alexander Allerson (* 1930), Schauspieler und Synchronsprecher
- Klaus Abramowsky (1933–1998), Schauspieler und Synchronsprecher
- Waldemar Ritter (* 1933), Politologe und Historiker
- Dietlind Glüer (* 1937), Mitbegründerin des Neuen Forums in Rostock
- Eckhard Schäfer (* 1937), Professor für Psychologie
- Karlotto Bogumil (1938–2023), Historiker und Archivar
- Klaus Bürger (1938–2010), Philologe und Historiker
- Sigurd Hess (1938–2018), Konteradmiral
- Werner Olk (* 1938), Fußballspieler und -trainer
- Piotr Tyszkiewicz (* 1970), Fußballspieler
- Ola Turkiewicz, Jazzmusikerin

### Bürgermeister
- Czesław Najmowicz (aktuell)
- Günther Senger (1935)

## Wappen
Blasonierung: „In Rot auf rechtshin schreitenden Ross mit blauer Satteldecke ein golden geharnischter Deutschordensritter mit Lanze, Schwert und schwarzkreuzigem, silbernen Ordensbild.“
Sowohl das alte, nur in Bruchstücken bekannte Hauptsiegel, S. CIVITATIS OSTIRRODEN, als das Siegel aus dem 16. Jahrhundert zeigen einen reitenden Ordensritter mit eingelegter Lanze. Später verwandelte man den Ritter in den drachentötenden heiligen Georg, ging aber dann wieder auf das richtige Wappen zurück.

## Städtepartnerschaften
- Osterode am Harz, Deutschland
- Neman, Russland
- Šilutė, Litauen
- Tauragė, Litauen

In Osterode am Harz steht in der Innenstadt ein Stein von 1985 mit der Inschrift 826 KILOMETER NACH OSTERODE OSTPREUSSEN.

## Landgemeinde
Die Landgemeinde Ostróda, zu der die Stadt Ostróda selbst nicht gehört, hat eine Fläche von 401 km², auf der 16.094 Menschen leben (Stand: 31. Dezember 2020).